# Dolenja vas pri Artičah
Dolenja vas pri Artičah je naselje v Občini Brežice. Ustanovljeno je bilo leta 1980 iz dela ozemlja naselja Spodnja Pohanca. Leta 2015 je imelo 101 prebivalcev.

## Prebivalstvo
Etnična sestava 1991:
- Slovenci: 75 (98,7 %)
- Makedonci: 1 (1,3 %)